# کارکس تومولیکولا
کارکس تومولیکولا (به انگلیسی: Carex tumulicola) گونه‌ای از جگنیان است.